# Gaia Missaglia
Gaia Missaglia (Brugherio, 27 maggio 1989) è un'allenatrice di calcio ed ex calciatrice italiana, di ruolo centrocampista.

## Carriera
È stata tesserata dalla Fiammamonza nel 2000. Ha esordito in Serie A nella stagione 2008-2009.
In possesso del patentino Allenatore di Base UEFA B e CONI FIGC Istruttore giovani calciatori. Dal 2009 lavora come Istruttrice Scuola Calcio e Motricista presso il Milan Junior Camp.
Durante la stagione 2011-2012 ha allenato la categoria Pulcine presso la Fiammamonza e presso la stessa società durante la stagione 2008-2009 ha ricoperto il ruolo di vice-allenatrice nella categoria Giovanissime Regionali.
Dal 2008 al 2012 ha lavorato per il progetto A.C. Monza Brianza Academy presso la A.S.D. Juvenilia nella categoria Piccoli Amici. Dopo 13 anni di biancorosso, nella stagione 2013-2014 ha militato nella S.S.D. Ausonia 1931 di Milano.
Nella stagione 2014-2015 ha lavorato come collaboratore tecnico presso il Seregno Calcio, squadra di Serie D maschile.
Attualmente, dalla stagione 2015-2016, ricopre il ruolo di allenatrice presso il settore giovanile femminile della società A.C. Milan.